# جریان گردابی

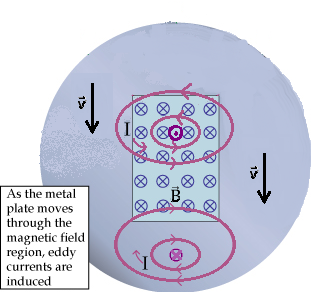
با حرکت صفحه رسانای دایروی در یک میدان مغناطیسی ثابت، که به سمت داخل صفحه می‌باشد، جریان الکتریکی در رسانا القا می‌گردد. جهت این جریان الکتریکی با استفاده از قانون لنز تعیین می‌گردد.

در فیزیک، جریان گردابی (انگلیسی: Eddy current) یا جریان فوکُو (فرانسوی: Courants de Foucault)، به جریان‌های الکتریکی گردشی و پراکنده‌ای می‌گویند که در یک جسم رسانا در اثر یک میدان مغناطیسی متغیر با زمان، القاء می‌شود. متغیر بودن این میدان مغناطیسی می‌تواند به دلیل یک جریان متناوب، یا حرکت رسانا و میدان نسبت به هم باشد.
هنگامی که یک رسانا در معرض تغییر میدان مغناطیسی ناشی از حرکت نسبی منبع میدان و رسانا، یا تغییر خودِ میدان در اثر یک جریان متناوب قرار می‌گیرد، جریان‎های گردشیِ پراکنده (گردابی) در رسانا پدید می‌آیند (جریان القاء می‌شود). این جریان‌های گردابی به نوبهٔ خود، میدان‌های مغناطیسی تولید می‌کنند که با تغییرِ میدانِ مغناطیسیِ اولیه، بر اساس قانون لنز مخالفت می‌کنند، بنابراین باعث ایجاد نیروهای دافعه و جاذبه بین رسانا و مغناطیس می‌شوند.
اصطلاح جریان گردابی از جریان‌های مشابه در آب گرفته شده‌است. این جریان‌ها در هنگام پارو زدن در آب به‌وجود می‌آیند. نواحی موضعی تلاطم به نام گرداب‌ها در گرداب‌های مداوم به‌وجود می‌آیند.
جریان‌های گردابی، مانند جریان الکتریکی، گرما و نیروی مغناطیسی تولید می‌کنند. این گرما را می‌توان برای گرمایش القایی به کار برد. جریان‌های گردابی همچنین عامل شناوری (Levitation) در اَبَررساناها (Superconductor) است. جریان‌ها گردابی، تأثیرات نامطلوبی هم دارند، از جمله اتلاف توان در مبدل‌ها و ترانسفورماتورها. با لایه لایه کردن (Laminating) رساناها، این تلفات به حداقل می‌رسند.
جریان‌های گردابی، عامل اثر پوستی (Skin effect) در رساناها هستند. از اثر پوستی می‌توان برای تست غیرمخرب ویژگی‌های هندسی مواد از جمله ترک‌های کوچک استفاده کرد.

## تاریخچه
اولین شخصی که جریان‌ها گردابی را مشاهده کرد فرانسوا آراگو (۱۸۵۳–۱۷۸۶) بیست و پنجمین رئیس‌جمهور فرانسه بود او همچنین ریاضیدان، فیزیکدان و منجم بود. در سال ۱۸۲۴ او چیزی را که کشش گردشی نام دارد، مشاهده کرد و واقعیتی را دریافت که اکثر اجسام می‌توانند مغناطیسی شوند. این کشف را مایکل فارادی(۱۸۶۸–۱۷۹۱) تکمیل کرد و به‌طور مفصل توضیح داد.
در سال ۱۸۳۴، هنریک لنز، اصلی را بیان کرد که تعریف می‌کند چگونه ویژگی‌های اشیاء آزمایشی به سیستم آزمایشی مرتبط می‌شوند. قانون لنز بیان می‌کند که جهت جریان در رسانا آزمایشی باید به طوری باشد که میدان مغناطیسی آن با میدان مغناطیسی مقابله کند که مسبب جریان جاری در رسانای آزمایشی است. منظور اینست: جریان‌ها گردابی توسط ایجاد جریان ثانویه که بخشی از جریان سیم پیچ را حذف می‌کند (معادل بزرگی و فاز جریان به‌وجود آمده توسط جریان‌ها گردابی است) با سیم پیچ آزمایشی ارتباط برقرار می‌کند. لئون فوکو فیزیکدان فرانسوی (۱۸۶۸–۱۸۱۹) با کشف جریان‌ها گردابی شهرت یافت. در سپتامبر سال ۱۸۵۵ او کشف کرد که نیروی لازم برای حرکت یک دیسک مسی هنگامی بزرگتر می‌شود که مجبور شود با لبه‌هایش بین قطب‌های آهنربا بچرخد، در همین هنگام دیسک توسط جریان گردابی القاء شده در فلز داغ می‌شود. اولین کاربرد جریان گردابی برای تست غیرمخرب در سال ۱۸۷۹ بود هنگامی که دی.ای. هاگز از این اصول برای انجام تست‌های تطبیقی مربوط به فن استخراج و ذوب فلز استفاده کرد.

## تشریح جریان گردابی
هنگامی که یک رسانا در یک میدان مغناطیسی خارجی حرکت می‌کند (یا منبع میدان مغناطیسی نسبت به رسانا حرکت می‌کند)، در اثر پدیدهٔ القای الکترومغناطیسی (طبق قانون القای فارادی)، نیروی محرکه الکتریکی (EMF) در رسانا تولید می‌شود. ازآنجایی‌که رسانا ایده‌ آل نیست، مقداری مقاومت الکتریکی دارد. نیروی محرکه الکتریکی، باعث پدید آمدن جریان‌های پراکنده گردشی در رسانا می‌شود.  این جریان‌ها، میدان مغناطیسی پدید می‌آورند که با تغییرات میدان مغناطیسی اولیه مخالفت می‌کند (قانون لنز) و از سوی دیگر، انرژی را در مقاومت رسانا به شکل گرما تلف می‌کنند. 
جریان‌های گردشی در رسانا به خاطر این است که نیروی لورنتس به‌طور عمود بر حرکت الکترون‌ها بر آن‌ها وارد می‌شود.
جریان‌های گردابی، باعث اتلاف مقاومتی و در نتیجه، تولید گرما می‌شوند. گرما کارایی ترانسفورماتورها و موتورهای الکتریکی را کاهش می‌دهد. جریان‌های گردابی در این وسایل با انتخاب مواد هسته مغناطیسی به حداقل می‌رسند که رسانایی الکتریکی کمی دارد یا از لایه لایه کردن (laminating) استفاده می‌کنند. جریان نمی‌تواند از شکاف عایق بین لایه‌ها عبور کند. بارها در مرزهای لایه جمع می‌شوند (در فرایند مشابه اثر هال) و میدان‌های الکتریکی را تولید می‌کنند که با هر تجمع دیگر بار مقابله می‌کنند و جریان‌ها گردابی را متوقف می‌کنند. فاصله کمتر لایه‌ها (مثلاً تعداد بیشتر لایه‌ها در هر واحد، عمود با میدان اعمال شده) موجب سرکوبی بیشتر جریان‌ها گردابی می‌شود.

## کاربردهای جریان گردابی
ترمز برخی از قطارها از جریان‌های گردابی بهره می‌برد، و ترمز جریان گردابی نام دارد. هنگام ترمز، چرخ‌های فلزی در معرض میدان مغناطیسی یک الکترومغناطیس قرار می‌گیرند و جریان‌های گردابی در آنها تولید می‌شوند. بر اساس قانون لنز، اندرکنش میدان مغناطیسی ناشی از این جریان‌ها، با میدان مغناطیسی اولیه باعث کند شدن و در نهایت بازایستادن چرخ‌ها از حرکت می‌شود. انرژی حرکتی چرخ‌ها به صورت گرما تلف می‌شود. 
از دیگر کاربردهای جریان‌های گردابی، پدیدهٔ شناوری مغناطیسی در ابررساناهاست. از این خاصیت برای تولید نیروی محرکهٔ یک نوع از قطارهای مَگ‌لِو (Maglev) استفاده می‌شود (قطار مگ‌لو دو نوع دارد).
در گرمایش القایی از جریان‌های گردابی برای ذوب فلزات استفاده می‌شود. هم‌چنین در اجاق القایی از همین موضوع برای پخت‌وپز استفاده می‌شود.

## نیروی جریان‌های گردابی
تحت فرضیات معین (مواد یکسان، میدان مغناطیسی یکنواخت، بدون اثر پوستی) اتلاف توان ناشی از جریان‌ها گردابی را می‌توان از معادلات زیر محاسبه کرد:
برای ورقه‌های نازک
برای سیم‌های نازک
در صورتی که p پراکندگی توان (wlkg), Bp اوج چگالی شارژ () d ضخامت ورقه یا قطر سیم (m), f فراوانی (H۲)، p = مقاومت خاص (m)،  نفوذپذیری مغناطیسی، D چگالی خاص (۳kg/m).
باید بخاطر بسپارید که این معادلات فقط تحت شرایط شبه ایستا معتبر هستند در جایی که فراوانی مغناطیسی شدن منجر به تأثیر پوستی نمی‌شود از جمله موج الکترومغناطیسی کاملاً به مواد نفوذ می‌کند.
بنابراین موارد زیر معمولاً اندازه و اثرات جریان‌های گردابی را افزایش می‌دهند.
ـ میدان‌های مغناطیسی قویتر، چگالی شارژ را افزایش می‌دهد (B).
ـ میدان‌های مغناطیسی با تغییر سریع (بخاطر سرعت‌های نسبی سریع‌تر) فراوری f را افزایش می‌دهد.
ـ مواد ضخیم‌تر، ضخامت d را افزایش می‌دهند.
ـ موادی با مقاومت پایین‌تر (آلومینیوم، مس، نقره).
برخی چیزها اثرات را کاهش می‌دهند:
ـ مغناطیس‌های ضعیف‌تر – B پایین‌تر
ـ تغییر میدان‌ها کندتر (سرعت‌های نسبی کندتر، f پایین‌تر)
ـ مواد نازک‌تر – d کمتر
ـ مواد شکاف‌دار می‌شوند به‌طوری که جریان‌ها نمی‌توانند گردشی کنند – d در مخرج کاهش می‌یابد.
مواد لایه‌دار می‌شوند به‌طوری که جریان‌ها نمی‌توانند گردش کنند – d کاهش می‌یابد.
ـ موادی با مقاومت بالاتر (آهن سرشار از سیلیکون).

## اثر پوستی (Skin effect)
معادلات فوق در میدان‌هایی با تغییر خیلی سریع ناشی از اثر پوستی معتبر نیستند زیرا میدان مغناطیسی به‌طور یکنواخت در ماده نفوذ می‌کند؛ بنابراین، در هر مورد افزایش فراوانی مقدار میدان همیشه جریان‌ها گردابی را حتی با نفوذ غیر یکنواخت میدان افزایش می‌دهد.
عمق نفوذ را می‌توان از طریق معادله زیر محاسبه کرد:
{\displaystyle \delta ={\frac {1}{\sqrt {\pi f\mu \sigma }}}}
در صورتی که عمق نفوذ (m), f فرکانس (HZ)، نفوذپذیری مغناطیسی، رسانایی الکتریکی (s/m) هستند.

## کاربردها
اثرات دافعه و شناوری

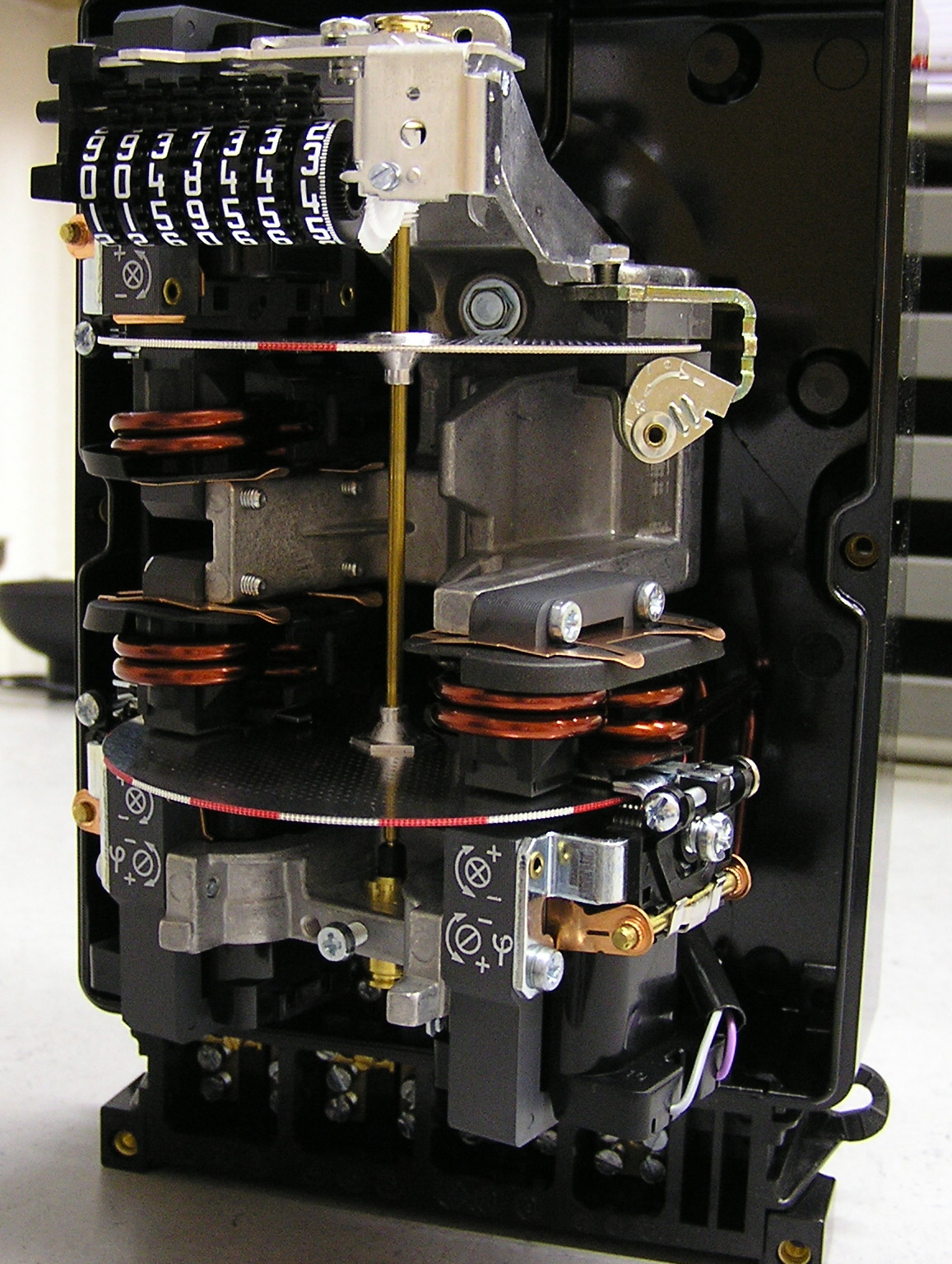
یک کنتور برق، باز شده

در یک میدان مغناطیسی با تغییر سریع، جریان‌ها القایی در رساناهای خوب به ویژه مس و آلومینیوم اثرات رانشی را در میدان مغناطیسی نشان می‌دهند (و اثرات رانشی و حتی شناوری پایدار را تولید می‌کنند) اگر چه با پراکندگی توان بالا ناشی از جریان‌ها زیاد همراه است.
آنها می‌توانند میدان مغناطیسی را در قوطی‌های آلومینیومی القاء کنند که به آنها اجازه می‌دهند به آسانی از دیگر مواد قابل بازیافت جدا می‌شوند. با یک آهن‌ربای دست‌ساز بسیار قوی ساخته شده از neodymium می‌توان تأثیر بسیار مشابه را توسط حرکت سریع آهنربا روی یک سکه با یک جداکننده مشاهده کرد.